# Coupe Memorial 2018
 (mars 2022).
Les normes d'accessibilité du Web doivent être respectées sur les articles liés au hockey sur glace.
Les articles possédant ce bandeau sont listés dans la catégorie:Article hockey sur glace non accessible.
Les points d'amélioration suivants sont les cas les plus fréquents :
- Tableaux de données : utiliser les modèles préformatés déjà disponibles ou consulter l'aide ;
- Listes à puces : les listes à puces sont créées grâces aux astérisques. Il ne doit pas y avoir de ligne vide entre deux astérisques ;
- Langue : tout changement de langue doit être signalé grâce au modèle {{langue}} ou au paramètrelangue=quand le modèle {{Lien web}} est utilisé dans les références ;
- Alternative textuelle : toute image doit être accompagnée d'une description sommaire (à ne pas confondre avec la légende).

Voir aussi Wikipédia:Atelier accessibilité/Bonnes pratiques.
Nota : ce bandeau ne concerne pas les problèmes d'accessibilité dus aux modèles utilisés.
Navigation
Édition précédente Édition suivante
L'édition 2018 de la Coupe Memorial est présentée du 18 au 27 mai à Regina, dans la province de la Saskatchewan au Canada. Elle regroupe les champions de chacune des divisions de la Ligue canadienne de hockey (LCH), soit la Ligue de hockey junior majeur du Québec (LHJMQ), la Ligue de hockey de l'Ontario (LHO) et la Ligue de hockey de l'Ouest (LHOu).

## Formule du tournoi
Pour le tour préliminaire, les quatre équipes participantes sont rassemblées dans une poule unique où elles s'affrontent toutes une fois. Une victoire rapporte 2 points tandis qu'une défaite n'en donne aucun. L'attribution des points reste la même que la rencontre se décide dans le temps réglementaire ou en prolongations. Le premier se qualifie directement pour la finale tandis que le deuxième et le troisième joue une demi-finale pour déterminer la seconde équipe finaliste.
Dans le cas où les deux derniers sont à égalité de points, un match d'élimination est joué pour déterminer l'équipe demi-finaliste. Si trois équipes sont à égalité pour les deux places en demi-finale, les nombres de buts inscrits et encaissés lors des rencontres entre les équipes concernées sont additionnés et divisés par le nombre de buts inscrits. L'équipe possédant le plus grand pourcentage se qualifie pour la demi-finale tandis que les deux autres joue un match d'élimination. S'il y a toujours égalité, les buts inscrits et encaissés lors de la rencontre contre le premier du classement sont alors pris en compte.
Dans le cas où les deux premiers sont à égalité de points, le vainqueur de la rencontre les ayant opposés se qualifie pour la finale. Si les trois premiers du classement sont à égalité, les nombres de buts inscrits et encaissés lors des rencontres entre les équipes concernées sont additionnés et divisés par le nombre de buts inscrits. L'équipe possédant le plus grand pourcentage se qualifie pour la finale tandis que les deux autres joue la demi-finale. S'il y a toujours égalité, les buts inscrits et encaissés lors de la rencontre contre le dernier du classement sont alors pris en compte.

## Effectifs
Voici la liste des joueurs représentant chaque équipe :
| Pos. | No. | Joueur              |
| ---- | --- | ------------------- |
| G    | 29  | Nick Donofrio       |
| G    | 33  | Kaden Fulcher       |
| D    | 5   | Justin Lemcke       |
| D    | 7   | Kade Landry         |
| D    | 9   | Jake Gravelle       |
| D    | 22  | Jack Hanley         |
| D    | 24  | Connor Walters      |
| D    | 42  | Benjamin Gleason    |
| D    | 52  | Nicolas Mattinen    |
| D    | 61  | Riley Stillman      |
| A    | 10  | Nicholas Caamano    |
| A    | 11  | Isaac Nurse         |
| A    | 12  | Zachary Jackson     |
| A    | 14  | Will Bitten         |
| A    | 15  | Navrin Mutter       |
| A    | 16  | Owen Burnell        |
| A    | 17  | Brandon Saigeon     |
| A    | 18  | Matthew Strome      |
| A    | 19  | Ben Garagan         |
| A    | 27  | Robert Thomas       |
| A    | 28  | Marian Studenic     |
| A    | 34  | Arthur Kaliyev      |
| A    | 40  | Ryan Moore          |
| A    | 44  | Mackenzie Entwistle |
| A    | 72  | Jake Murray         |
| A    | 81  | Liam Van Loon       |

| Pos. | No. | Joueur               |
| ---- | --- | -------------------- |
| G    | 31  | Evan Fitzpatrick     |
| G    | 35  | Joseph Murdaca       |
| D    | 8   | Zachery Bennett      |
| D    | 13  | Adam Holwell         |
| D    | 14  | Keenan MacIsaac      |
| D    | 26  | Olivier Galipeau     |
| D    | 29  | Michal Ivan          |
| D    | 45  | Elijah Francis       |
| D    | 53  | Noah Dobson          |
| D    | 55  | Félix-Antoine Drolet |
| A    | 9   | Samuel l'Italien     |
| A    | 11  | Mitchell Balmas      |
| A    | 12  | Domenic Malatesta    |
| A    | 16  | Jordan Maher         |
| A    | 18  | Cole Rafuse          |
| A    | 25  | Jeffrey Truchon-Viel |
| A    | 27  | Ethan Crossman       |
| A    | 28  | Samuel Asselin       |
| A    | 39  | Logan Chisholm       |
| A    | 42  | Marc-André LeCouffe  |
| A    | 61  | Liam Murphy          |
| A    | 71  | Justin Ducharme      |
| A    | 88  | Antoine Morand       |
| A    | 98  | Guerman Roubtsov     |

| Pos. | No. | Joueur          |
| ---- | --- | --------------- |
| G    | 30  | Ryan Kubic      |
| G    | 31  | Kyle Dumba      |
| G    | 33  | Max Paddock     |
| D    | 2   | Aaron Hyman     |
| D    | 3   | Libor Hajek     |
| D    | 4   | Cale Fleury     |
| D    | 5   | Josh Mahura     |
| D    | 6   | Jonas Harkins   |
| D    | 28  | Brady Pouteau   |
| D    | 36  | Marco Creta     |
| D    | 40  | Parker Gavlas   |
| D    | 55  | Liam Schioler   |
| A    | 10  | Austin Pratt    |
| A    | 11  | Tanner Sidaway  |
| A    | 13  | Jared Legien    |
| A    | 19  | Jake Leschyshyn |
| A    | 20  | Emil Oksanen    |
| A    | 21  | Nick Henry      |
| A    | 22  | Duncan Pierce   |
| A    | 23  | Sam Steel       |
| A    | 24  | Koby Morrisseau |
| A    | 25  | Scott Mahovlich |
| A    | 26  | Bryce Platt     |
| A    | 29  | Logan Nijhoff   |
| A    | 32  | Robbie Holmes   |
| A    | 41  | Cameron Hebig   |
| A    | 61  | Jesse Gabrielle |
| A    | 77  | Matt Bradley    |

| Pos. | No. | Joueur            |
| ---- | --- | ----------------- |
| G    | 1   | Isaac Poulter     |
| G    | 30  | Joel Hofer        |
| G    | 74  | Stuart Skinner    |
| D    | 2   | Colby Sissons     |
| D    | 3   | Josh Anderson     |
| D    | 4   | Jacson Alexander  |
| D    | 5   | Artiom Minouline  |
| D    | 6   | Sahvan Khaira     |
| D    | 7   | Noah King         |
| D    | 36  | Connor Horning    |
| D    | 38  | Christian Reimer  |
| A    | 10  | Kaden Elder       |
| A    | 13  | MacKenzie Wight   |
| A    | 14  | Ben King          |
| A    | 15  | Glenn Gawdin      |
| A    | 16  | Kole Gable        |
| A    | 17  | Tyler Steenbergen |
| A    | 18  | Ethan Regnier     |
| A    | 19  | Beck Malenstyn    |
| A    | 20  | Aleksi Heponiemi  |
| A    | 23  | Max Patterson     |
| A    | 25  | Tanner Nagel      |
| A    | 26  | Andrew Fyten      |
| A    | 28  | Quinton Waitzner  |
| A    | 29  | Giorgio Estephan  |
| A    | 34  | Matteo Gennaro    |

## Résultats

### Tour préliminaire
| 18 mai | Pats de Regina | 3-2 (0-1, 2-1, 1-0) | Bulldogs de Hamilton | Brandt Centre 5 678 spectateurs |

| Feuille de match | Feuille de match | Feuille de match | Feuille de match                                                                               | Feuille de match                                                      |
| ---------------- | --- | ---------------- | ---------------------------------------------------------------------------------------------- | --------------------------------------------------------------------- |
|                  | S. Steel (J. Mahura, N. Henry) — 20 min 19 s (SN) J. Mahura — 35 min 30 s N. Henry (L. Hajek, S. Steel) — 59 min 27 s | 0-1 1-1 2-2 3-2  | R.Thomas (J. Lemcke, M. Strome) — 7 min 49 s M. Studenic (R. Stillman, R. Moore) — 33 min 14 s | Arbitrage : Jonathan Alarie Steve Papp Chad Huseby Tarrington Wyonzek |
| Max Paddock      | Gardiens | Kaden Fulcher    |                                                                                                | Arbitrage : Jonathan Alarie Steve Papp Chad Huseby Tarrington Wyonzek |
| 4 min            | Pénalités | 8 min            |                                                                                                | Arbitrage : Jonathan Alarie Steve Papp Chad Huseby Tarrington Wyonzek |
| 31               | Tirs | 33               |                                                                                                | Arbitrage : Jonathan Alarie Steve Papp Chad Huseby Tarrington Wyonzek |

| 19 mai | Titan d'Acadie-Bathurst | 4-3 (pr) (1-2, 1-1, 1-0, 1-0) | Broncos de Swift Current | Brandt Centre 6 237 spectateurs |

| Feuille de match | Feuille de match | Feuille de match            | Feuille de match | Feuille de match                                            |
| ---------------- | --- | --------------------------- | --- | ----------------------------------------------------------- |
|                  | S. Asselin (O. Galipeau, J. Maher) — 8 min 2 s S. Asselin (J. Truchon-Viel) — 38 min 7 s (IN) A. Holwell (G. Rubtsov, J. Truchon-Viel) — 45 min 51 s (IN) L. Murphy (N. Dobson, J. Truchon-Viel) — 62 min 58 s | 1-0 1-1 1-2 2-2 2-3 3-3 4-3 | T. Steenbergen (G. Estephan, C. Sissons) — 12 min 18 s (SN) G. Estephan (T. Nagel, C. Sissons) — 18 min 59 s G. Estephan (T. Nagel) — 39 min 11 s | Arbitrage : Jeff Ingram Quincy Evans Adam Harris Nick Bilko |
| Evan Fitzpatrick | Gardiens | Stuart Skinner              | | Arbitrage : Jeff Ingram Quincy Evans Adam Harris Nick Bilko |
| 10 min           | Pénalités | 8 min                       | | Arbitrage : Jeff Ingram Quincy Evans Adam Harris Nick Bilko |
| 39               | Tirs | 27                          | | Arbitrage : Jeff Ingram Quincy Evans Adam Harris Nick Bilko |

| 20 mai | Titan d'Acadie-Bathurst | 8-6 (3-1, 3-1, 2-4) | Pats de Regina | Brandt Centre 5 832 spectateurs |

| Feuille de match | Feuille de match | Feuille de match                                        | Feuille de match | Feuille de match                                                   |
| ---------------- | --- | ------------------------------------------------------- | --- | ------------------------------------------------------------------ |
|                  | N. Dobson (S. Asselin, L. Murphy) — 4 min 31 s E. Crossman (M. Balmas, M. Ivan) — 5 min 35 s L. Murphy (N. Dobson, J. Truchon-Viel) — 5 min 52 s S. Asselin (L. Murphy, N. Dobson) — 23 min 10 s J. Truchon-Viel (A. Morand, G. Roubtsov) — 28 min 49 s (SN) J. Truchon-Viel — 33 min 11 s (IN) E. Crossman (M. Ivan, O. Galipeau) — 41 min 39 s N. Dobson — 59 min 59 s (CV) | 0-1 1-1 2-1 3-1 4-1 5-1 5-2 6-2 7-2 7-3 7-4 7-5 7-6 8-6 | C. Hebig (S. Steel) — 13 s J. Legien (M. Bradley, B. Pouteau) — 30 min 45 s C. Hebig (S. Steel, N. Henry) — 44 min 40 s N. Henry (S. Steel, J. Mahura) — 47 min 39 s (SN) J. Mahura (S. Steel, C. Hebig) — 54 min 10 s M. Bradley (C. Fleury, L. Hajek) — 58 min 3 s | Arbitrage : Jonathan Alarie Jeff Ingram Sylvain Losier Chad Huseby |
| Evan Fitzpatrick | Gardiens | Max Paddock Ryan Kubic                                  | | Arbitrage : Jonathan Alarie Jeff Ingram Sylvain Losier Chad Huseby |
| 12 min           | Pénalités | 10 min                                                  | | Arbitrage : Jonathan Alarie Jeff Ingram Sylvain Losier Chad Huseby |
| 37               | Tirs | 38                                                      | | Arbitrage : Jonathan Alarie Jeff Ingram Sylvain Losier Chad Huseby |

| 21 mai | Bulldogs de Hamilton | 2-1 (1-0, 0-1, 1-0) | Broncos de Swift Current | Brandt Centre 5 820 spectateurs |

| Feuille de match | Feuille de match                                                                                         | Feuille de match | Feuille de match                                          | Feuille de match                                                  |
| ---------------- | --- | ---------------- | --------------------------------------------------------- | ----------------------------------------------------------------- |
|                  | M. Entwistle (R. Moore, K. Fulcher) — 5 min 49 s (SN) M. Studenic (B. Gleason, B. Saigeon) — 57 min 59 s | 1-0 1-1 2-1      | C. Sissons (A. Minouline, G. Estephan) — 29 min 26 s (SN) | Arbitrage : Steve Papp Quincy Evans Nick Bilko Tarrington Wyonzek |
| Kaden Fulcher    | Gardiens                                                                                                 | Stuart Skinner   |                                                           | Arbitrage : Steve Papp Quincy Evans Nick Bilko Tarrington Wyonzek |
| 12 min           | Pénalités                                                                                                | 10 min           |                                                           | Arbitrage : Steve Papp Quincy Evans Nick Bilko Tarrington Wyonzek |
| 56               | Tirs | 22               |                                                           | Arbitrage : Steve Papp Quincy Evans Nick Bilko Tarrington Wyonzek |

| 22 mai | Bulldogs de Hamilton | 3-2 (2-0, 0-1, 1-1) | Titan d'Acadie-Bathurst | Brandt Centre 6 072 spectateurs |

| Feuille de match | Feuille de match | Feuille de match    | Feuille de match                                                                                             | Feuille de match                                              |
| ---------------- | --- | ------------------- | --- | ------------------------------------------------------------- |
|                  | B. Gleason (B. Saigeon, M. Strome) — 14 min 33 s (SN) N. Caamano (M. Entwistle, R. Thomas) — 17 min 27 s R. Thomas (B. Gleason, B. Saigeon) — 41 min 4 s (SN) | 1-0 2-0 2-1 3-1 3-2 | J. Truchon-Viel (N. Dobson, O. Galipeau) — 34 min 11 s S. Asselin (J. Truchon-Viel, N. Dobson) — 43 min 44 s | Arbitrage : Steve Papp Jeff Ingram Sylvain Losier Adam Harris |
| Kaden Fulcher    | Gardiens | Evan Fitzpatrick    | | Arbitrage : Steve Papp Jeff Ingram Sylvain Losier Adam Harris |
| 6 min            | Pénalités | 12 min              | | Arbitrage : Steve Papp Jeff Ingram Sylvain Losier Adam Harris |
| 34               | Tirs | 35                  | | Arbitrage : Steve Papp Jeff Ingram Sylvain Losier Adam Harris |

| 23 mai | Broncos de Swift Current | 5-6 (0-1, 2-3, 3-2) | Pats de Regina | Brandt Centre 6 484 spectateurs |

| Feuille de match | Feuille de match | Feuille de match                            | Feuille de match | Feuille de match                                                |
| ---------------- | --- | ------------------------------------------- | --- | --------------------------------------------------------------- |
|                  | G. Gawdin (A. Heponiemi, A. Minulin) — 31 min 46 s B. Malenstyn (G. Gawdin, A. Minulin) — 36 min 32 s (SN) A. Heponiemi (G. Estephan, S. Khaira) — 54 min 22 s G. Estephan (A. Heponiemi, B. Malenstyn) — 57 min 11 s G. Gawdin (A. Heponiemi, C. Sissons) — 59 min 10 s (SN) | 0-1 0-2 1-2 1-3 2-3 2-4 2-5 3-5 4-5 4-6 5-6 | N. Henry (S. Steel, J. Mahura) — 7 min 36 s (SN) C. Hebig (S. Steel, J. Mahura) — 30 min 29 s (SN) N. Henry (S. Steel) — 36 min 9 s (IN) N. Henry (S. Steel) — 37 min 35 s B. Platt (M. Bradley, C. Hebig) — 50 min 43 s L. Hajek (S. Steel, R. Holmes) — 58 min 23 s (SN) | Arbitrage : Quincy Evans Jonathan Alarie Chad Huseby Nick Bilko |
| Stuart Skinner   | Gardiens | Max Paddock                                 | | Arbitrage : Quincy Evans Jonathan Alarie Chad Huseby Nick Bilko |
| 10 min           | Pénalités | 10 min                                      | | Arbitrage : Quincy Evans Jonathan Alarie Chad Huseby Nick Bilko |
| 31               | Tirs | 28                                          | | Arbitrage : Quincy Evans Jonathan Alarie Chad Huseby Nick Bilko |

### Phase finale

#### Demi-finale
| 25 mai | Pats de Regina | 4-2 (1-0, 1-1, 2-1) | Bulldogs de Hamilton | Brandt Centre 6 484 spectateurs |

| Feuille de match | Feuille de match | Feuille de match        | Feuille de match                                                                        | Feuille de match                                                       |
| ---------------- | --- | ----------------------- | --------------------------------------------------------------------------------------- | ---------------------------------------------------------------------- |
|                  | A. Pratt (E. Oksanen, M. Bradley) — 5 min 22 s C. Hebig (J. Mahura) — 31 min S. Steel — 54 min 5 s J. Leschyshyn (S. Steel) — 59 min 55 s (CV) | 1-0 1-1 2-1 3-1 3-2 4-2 | N. Mattinen (B. Gleason, B. Saigeon) — 27 min 35 s W. Bitten (B. Gleason) — 55 min 18 s | Arbitrage : Quincy Evans Jeff Ingram Sylvain Losier Tarrington Wyonzek |
| Max Paddock      | Gardiens | Kaden Fulcher           |                                                                                         | Arbitrage : Quincy Evans Jeff Ingram Sylvain Losier Tarrington Wyonzek |
| 10 min           | Pénalités | 8 min                   |                                                                                         | Arbitrage : Quincy Evans Jeff Ingram Sylvain Losier Tarrington Wyonzek |
| 24               | Tirs | 46                      |                                                                                         | Arbitrage : Quincy Evans Jeff Ingram Sylvain Losier Tarrington Wyonzek |

#### Finale
| 27 mai | Titan d'Acadie-Bathurst | 3-0 (1-0, 0-0, 2-0) | Pats de Regina | Brandt Centre 6 484 spectateurs |

| Feuille de match | Feuille de match | Feuille de match | Feuille de match | Feuille de match                                               |
| ---------------- | --- | ---------------- | ---------------- | -------------------------------------------------------------- |
|                  | A. Holwell (M. Balmas, A. Morand) — 16 min 10 s S. Asselin (J. Truchon-Viel) — 53 min 2 s E. Crossman (S. L'Italien) — 59 min 30 s (CV) | 1-0 2-0 3-0      |                  | Arbitrage : Steve Papp Jonathan Alarie Adam Harris Chad Huseby |
| Evan Fitzpatrick | Gardiens | Max Paddock      |                  | Arbitrage : Steve Papp Jonathan Alarie Adam Harris Chad Huseby |
| 2 min            | Pénalités | 6 min            |                  | Arbitrage : Steve Papp Jonathan Alarie Adam Harris Chad Huseby |
| 44               | Tirs | 28               |                  | Arbitrage : Steve Papp Jonathan Alarie Adam Harris Chad Huseby |

## Classement
Ci-après le classement à l'issue de la ronde préliminaire :
| Équipe                          | PJ | V | D | DP | BP | BC |
| ------------------------------- | -- | - | - | -- | -- | -- |
| Titan d'Acadie-Bathurst (LHJMQ) | 3  | 2 | 1 | 0  | 14 | 12 |
| Pats de Regina (LHOu/ hôtes)    | 3  | 2 | 1 | 0  | 15 | 15 |
| Bulldogs de Hamilton (LHO)      | 3  | 2 | 1 | 0  | 7  | 6  |
| Broncos de Swift Current (LHOu) | 3  | 0 | 2 | 1  | 9  | 12 |

 Équipe directement qualifiée pour la finale
 Équipe qualifiée pour la demi-finale

## Statistiques

### Meilleurs pointeurs
| Clt | Joueur               | Équipe                   | PJ | B | A  | Pts | Pun |
| --- | -------------------- | ------------------------ | -- | - | -- | --- | --- |
| 1   | Sam Steel            | Pats de Regina           | 5  | 2 | 11 | 13  | 4   |
| 2   | Jeffrey Truchon-Viel | Titan d'Acadie-Bathurst  | 4  | 3 | 7  | 10  | 4   |
| 3   | Nick Henry           | Pats de Regina           | 5  | 5 | 2  | 7   | 4   |
| 4   | Noah Dobson          | Titan d'Acadie-Bathurst  | 4  | 2 | 5  | 7   | 4   |
| 5   | Josh Mahura          | Pats de Regina           | 5  | 2 | 5  | 7   | 2   |
| 6   | Samuel Asselin       | Titan d'Acadie-Bathurst  | 4  | 5 | 1  | 6   | 2   |
| 7   | Cameron Hebig        | Pats de Regina           | 5  | 4 | 2  | 6   | 6   |
| 8   | Giorgio Estephan     | Broncos de Swift Current | 3  | 3 | 3  | 6   | 0   |
| 9   | Benjamin Gleason     | Bulldogs de Hamilton     | 4  | 1 | 4  | 5   | 2   |
| 10  | Liam Murphy          | Titan d'Acadie-Bathurst  | 4  | 2 | 2  | 4   | 2   |

### Meilleurs gardiens
| Clt | Joueur           | Équipe                  | PJ | V | D | DP | Bl | Moy  | %Arr  |
| --- | ---------------- | ----------------------- | -- | - | - | -- | -- | ---- | ----- |
| 1   | Kaden Fulcher    | Bulldogs de Hamilton    | 4  | 2 | 2 | 0  | 0  | 2,27 | 0,918 |
| 2   | Evan Fitzpatrick | Titan d'Acadie-Bathurst | 4  | 3 | 1 | 0  | 1  | 2,96 | 0,906 |
| 3   | Max Paddock      | Pats de Regina          | 5  | 3 | 1 | 0  | 0  | 3,65 | 0,908 |

## Honneurs individuels
Cette section présente les meilleurs joueurs du tournoi .

### Trophées
- Trophée Stafford-Smythe (meilleur joueur) :  Sam Steel (Pats de Regina)
- Trophée George-Parsons (meilleur esprit sportif) :  Adam Holwell (Titan d'Acadie-Bathurst)
- Trophée Hap-Emms (meilleur gardien) : Kaden Fulcher (Bulldogs de Hamilton)
- Trophée Ed-Chynoweth (meilleur buteur) : Sam Steel (Pats de Regina)

### Équipe d'étoiles
- Gardien : Max Paddock (Pats de Regina)
- Défenseurs : Noah Dobson (Titan d'Acadie-Bathurst) et Josh Mahura (Pats de Regina)
- Attaquants : Sam Steel (Pats de Regina), Jeffrey Truchon-Viel (Titan d'Acadie-Bathurst) et Samuel Asselin (Titan d'Acadie-Bathurst)